# Verena Bentele
Verena Monika Bentele (* 28. Februar 1982 in Lindau (Bodensee)) ist eine ehemalige deutsche Biathletin und Skilangläuferin. Von 1995 bis 2011 wurde sie als Blinde viermal Weltmeisterin und zwölfmal Paralympics-Siegerin. Für fünf Goldmedaillen allein bei den Winter-Paralympics 2010 ehrte sie das Internationale Paralympische Komitee bei den Paralympic Sport Awards als „Best Female Athlete“.
Bereits vor Ende ihrer sportlichen Karriere begann sie, sich auf hoher Ebene sozialpolitisch zu engagieren. Von Januar 2014 bis Mai 2018 war sie die Behindertenbeauftragte der Bundesregierung. Seit Mai 2018 leitet sie als Präsidentin den größten deutschen Sozialverband VdK.
Seit 2012 ist Bentele Mitglied der SPD.

## Herkunft
Die von Geburt an blinde Verena Bentele wuchs in Wellmutsweiler im Bodenseekreis in Baden-Württemberg auf dem Bio-Bauernhof ihrer Eltern Peter und Monika auf. Einer ihrer beiden Brüder, Michael Bentele, war ebenfalls Wintersportler und Paralympics-Teilnehmer. Beide sind durch einen vererbten genetischen Defekt sehbehindert.
Verena Bentele besuchte von 1988 bis 1994 die Grund- und Hauptschule für Blinde in Heiligenbronn im Schwarzwald, von 1994 bis 1998 die Landesblindenschule in München und von 1998 bis 2001 die Carl-Strehl-Schule, eine Förderschule für Blinde und Sehbehinderte in Marburg, wo sie ihr Abitur mit Schwerpunkt Wirtschaftslehre machte. Im Jahr 2011 schloss sie ein Magisterstudium mit dem Hauptfach Neuere Deutsche Literaturwissenschaft und den Nebenfächern Sprachwissenschaften und Pädagogik an der Ludwig-Maximilians-Universität München mit der Note „sehr gut“ ab. Ihr Verein ist der PSV München.

## Sportliche Karriere
1995 gelangte Bentele in den nationalen Biathlon-Nachwuchskader und 1996 folgte ihre erste WM-Teilnahme.
Bis 2006 lief sie mit dem Begleitläufer Franz Lankes, danach suchte sie lange erfolglos, sogar per Zeitungsinserat, nach einem Nachfolger. Nach einigen Versuchen mit verschiedenen Begleitläufern und einem schweren Unfall während der deutschen Meisterschaften 2009 in Isny/Nesselwang wagte Bentele einen Neuanfang mit dem erfahrenen, aus Schotten stammenden Begleitläufer Thomas Friedrich. Das Gespann fand schnell zusammen und konnte mit dem Gesamtweltcupsieg im Skilanglauf und im Biathlon im Jahr 2010 bereits erste Erfolge erringen.
2013 bestieg sie mit dem Kilimandscharo den höchsten Berg Afrikas und als erster blinder Mensch auch den Mount Meru im selben Bergmassiv.

## Soziales und politisches Engagement
Seit 2008 engagiert sich Bentele für die Christoffel-Blindenmission als Botschafterin. Außerdem ist sie Sportbotschafterin des internationalen paralympischen Komitees IPC. Zudem gehört Bentele dem Kuratorium der Weissen Liste an.
2010 wurde die Sportlerin von der SPD Baden-Württemberg als Wahlfrau für die 14. Bundesversammlung nominiert, die am 30. Juni 2010 den neuen Bundespräsidenten wählte.
Bentele gehörte zum olympischen Wahl-Präsentationsteam für München 2018 am 6. Juli 2011 in Durban, Südafrika. Für diesen Einsatz wurde sie mit der Medaille München leuchtet ausgezeichnet. Am 7. November 2011 erklärte sie das Ende ihrer Sportkarriere. Beruflich hält sie nun für Unternehmen Vorträge über Motivation und Teamarbeit.
Bentele war auch Mitglied der 15. Bundesversammlung, die am 18. März 2012 den Bundespräsidenten gewählt hat. Im Mai 2012 trat Verena Bentele der SPD bei. Auch an der 16. Bundesversammlung 2017 nahm sie als Delegierte teil und wählte den neuen Bundespräsidenten. Sie wurde im Oktober 2012 von Christian Ude (SPD) als Expertin für die Bereiche Sport und Inklusion in seinem Wahlkampfteam zur Landtagswahl in Bayern 2013 benannt.
Seit 2017 ist Bentele Mitglied des Hochschulrates der Deutschen Sporthochschule Köln. Sie war Botschafterin des Vereins Athletes for Ukraine.

## Behindertenbeauftragte der Bundesregierung 2014–2018
Am 15. Januar 2014 wurde sie auf Vorschlag von Bundesarbeitsministerin Andrea Nahles zur neuen Behindertenbeauftragten der Bundesregierung bestellt. Sie war die erste Behindertenbeauftragte der Bundesregierung, die selbst eine Behinderung hat.
Bei den Bayerischen Kommunalwahlen am 16. März 2014 wurde Bentele für die SPD in den Stadtrat der Landeshauptstadt München gewählt. Aufgrund der Doppelbelastung durch das Amt der Behindertenbeauftragten gab sie im Februar 2015 ihr Stadtratsmandat auf.
Im Jahr 2017 vertrat sie in einem Gespräch mit SPIEGEL online eine differenzierte Meinung hinsichtlich der Einführung des Schwer-in-Ordnung-Ausweises.
Das Amt der Behindertenbeauftragten übergab sie am 9. Mai 2018 an den bisherigen Behindertenbeauftragten von Brandenburg Jürgen Dusel, da sie selber als Präsidentin des Sozialverbands VdK Deutschland nominiert wurde und hier Ulrike Mascher folgen sollte.

## VdK-Präsidentin ab 2018
Seit dem 16. Mai 2018 ist Verena Bentele gewählte VdK-Präsidentin.
Die Kandidatur lief nicht kritiklos ab, da Bentele – anders als ihre Vorgängerin – eine finanzielle Entschädigung bekommt. Der baden-württembergische Landeschef Roland Sing sah dadurch die gesamte ehrenamtliche Struktur des Verbandes in Frage gestellt. Trotzdem wurde Bentele mit einer Mehrheit von 90,1 Prozent gewählt.

## Auszeichnungen
- 2005 – Bayerische Behindertensportlerin des Jahres
- 2005 – „Jetzt-erst-recht-Preis“ des Bayerischen Sportpreises
- 2006 – Sportlerin des Jahres des Deutschen Behindertensportverbands
- 2010 – Goldener Ehrenring der Stadt München
- 2010 – Ehrenbürgerwürde der Stadt Tettnang (März)[29]
- 2010 – Verdienstorden des Landes Baden-Württemberg (8. Mai)
- 2010 – Bambi in der Kategorie Sport (zusammen mit Verena Sailer; 11. November)[30]
- 2011 – „Best Female Athlete“ bei den „Paralympic Sport Awards“ des IPK (Internationales Paralympisches Komitee) in Peking (10. Dezember)[1]
- 2014 – Aufnahme in die Paralympic Hall of Fame des IPK[31]
- 2016 – Waldemar-von-Knoeringen-Preis der Georg-von-Vollmar-Akademie im Bayerischen Landtag (bisher jüngste Preisträgerin)[32]
- 2022 – Bayerischer Verfassungsorden[33]

## Schriften
- Kontrolle ist gut, Vertrauen ist besser. Die eigenen Grenzen verschieben und Sicherheit gewinnen. Kailash-Verlag, München 2014, ISBN 978-3-424-63092-3.